# Io (satélite)
Io é uma das quatro grandes luas de Júpiter conhecidas por Luas de Galileu, em honra ao seu descobridor Galileu Galilei. Ligeiramente maior que a Lua, Io é a quarta maior lua do sistema solar, logo a seguir a Ganímedes, Titã e Calisto.
Mesmo com o seu tamanho modesto e apesar de estar localizada num local frio do sistema solar, Io é descrita como o que mais se aproxima do conceito de inferno em todo o sistema solar, já que é o local com maior atividade vulcânica do Sistema Solar. Os seus vulcões chegam a atingir temperaturas à volta dos 1 700 °C, logo, mais quentes que os vulcões da Terra (acredita-se que também os vulcões dos primórdios da Terra atingissem temperaturas semelhantes).
Aliada à maior concentração vulcânica do sistema solar, a liberação de compostos de enxofre durante as erupções confere a Io a aparência de um mundo de diferentes cores: branco, vermelho, laranja, amarelo e preto. Outra consequência desta atividade vulcânica consiste na expulsão de matéria e gases que se afastam para centenas de quilómetros de altura. Devido à fraca gravidade, uma parte desse material escapa para o espaço, formando um toro em redor de Júpiter.

## Mitologia
O nome desta lua provém de Io, uma das paixões de Zeus (que corresponde ao deus romano Júpiter), segundo a mitologia grega. Apesar de o nome ter sido sugerido pela primeira vez por Simon Marius, só no século XX é que o seu uso tornou-se corrente. Até então era conhecida pela denominação, em numeração romana, Júpiter I.
Na mitologia, Io era uma ninfa (ou princesa, segundo outras versões) por quem Zeus (Júpiter) se apaixonou. O deus metamorfoseou-a em vaca para protegê-la dos ciúmes de Hera (Juno na mitologia romana), a mulher de Zeus. Hera encarregou, então, o boieiro Argo de vigiá-la. Zeus ordenou Hermes (Mercúrio) a retirá-Io da vigilância de Argo. Hermes só o conseguiu depois de ter adormecido Argo ao som da flauta de Pã, matando o boieiro em seguida. Hera deu à sua ave consagrada, o Pavão, os cem olhos de Argo para que o fantasma do boieiro continuasse a perseguir a virgem-novilha Io.

## História de observação e exploração

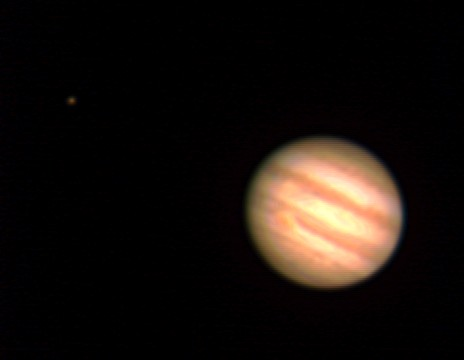
Imagem de Io e Júpiter tiradas a partir da Terra por um astrónomo amador.

A lua Io foi descoberta a 7 de Janeiro de 1610 por Galileu Galilei através da sua luneta. Io apresenta-se no céu nocturno com 5,0 de magnitude.
Contudo, alguns autores defendem que a descoberta se deveu a Simon Marius. Esse publicou os resultados das suas observações no seu trabalho de 1614 «Mundus Jovialis», onde revela que teria descoberto as luas uma semana antes de Galileu, no final de 1609. Galileu duvidou desses factos e catalogou o trabalho de Marius como plágio. Em meados do século XX, observações feitas sugeriram que as regiões polares de Io eram avermelhadas. Com a passagem das sondas Pioneer, na década de 1970, pouco se descobriu sobre Io. A Pioneer 10 não conseguiu obter nenhuma imagem devido à radiação de Júpiter. Mas, com a Pioneer 11, conseguiu-se uma imagem adequada em que se verificava que a região polar se apresentava de cor alaranjada, contrastando com equador esbranquiçado. Nessa altura, já se sabia que Io tinha atmosfera, se bem que pouco densa.

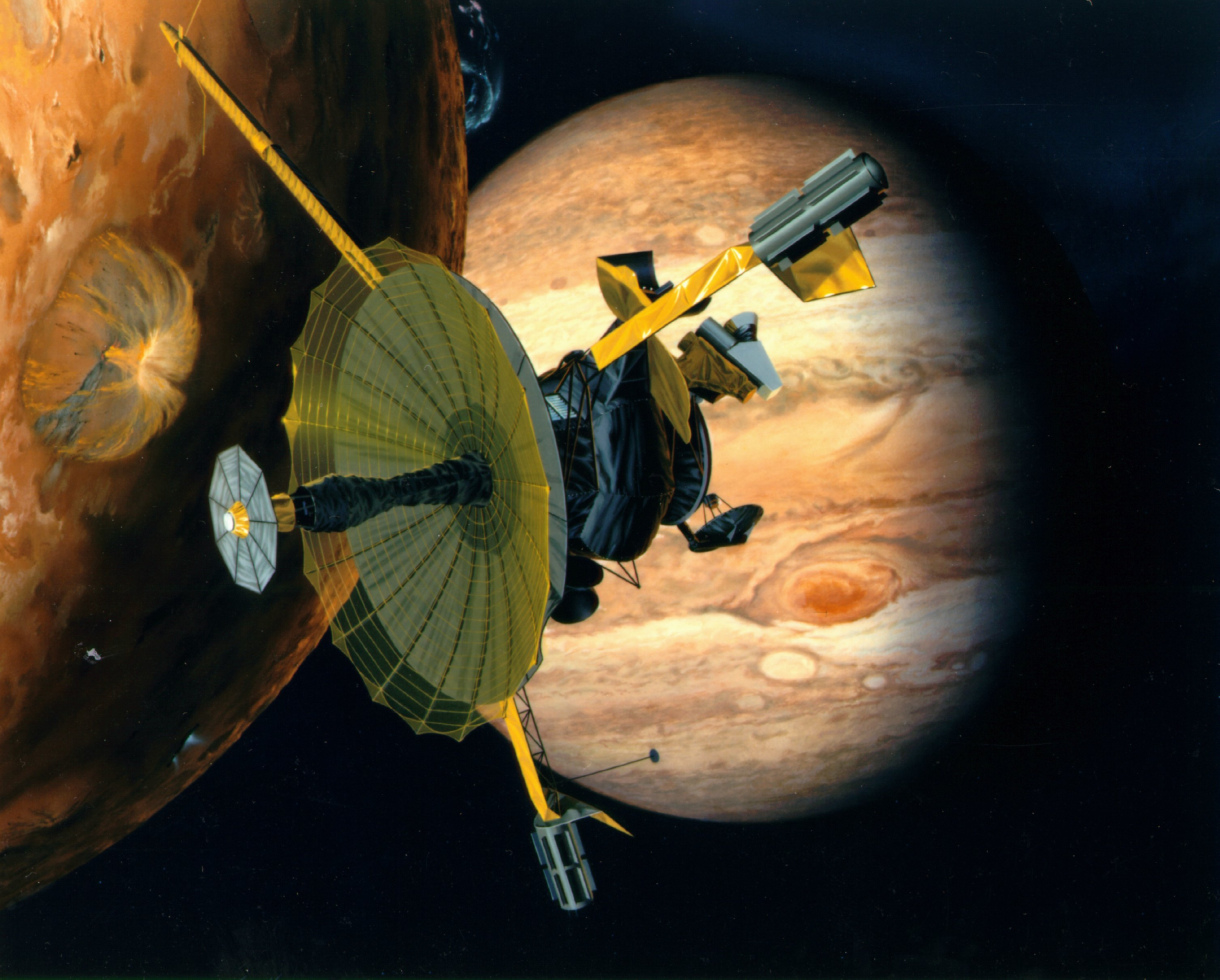
Impressão artística da aproximação da sonda Galileo a Io.

Nas observações feitas a partir da Terra, os astrónomos verificaram que Io tinha algumas características insólitas. Em 1974 notou-se que Io estava rodeada de uma neblina amarelada, composta de átomos de sódio. De facto, parecia viajar através de uma ténue neblina (o Toro de Plasma de Io) que cobria a sua órbita cercando Júpiter. Presumia-se na altura que Io fosse a fonte dessa neblina, se bem que ninguém conseguisse explicar qual a sua causa.
Quando a sonda Voyager 1 enviou as primeiras imagens, nas proximidades de Io, em 1979, os cientistas esperavam encontrar numerosas crateras. Contrariamente a todas as expectativas, Io quase que não tinha crateras. Na verdade, possuía uma superfície ainda jovem causada pela intensa actividade vulcânica que cobriu quase por completo os sinais de quaisquer crateras. A Voyager 1 conseguiu observar nove vulcões activos na superfície; mais tarde, a Voyager 2 observou oito dos nove em actividade, verificando-se que o maior dos vulcões estava inactivo.
A surpresa devida à descoberta de vulcões activos despertou o interesse da cultura popular por esta lua, que passou a ser referida em livros, filmes, jogos ou vídeos de música. É descrito em obras de ficção científica como «2010: Odyssey Two» de Arthur C. Clarke (1984) ou no filme Outland de 1981.
A 8 de fevereiro de 1992, a sonda Ulysses usou a gravidade de Júpiter para poder explorar os pólos do Sol. A Ulysses estudou o Toro de Plasma de Io que circunda Júpiter, verificando, também, uma diminuição na quantidade de vulcões em erupção.
Depois de ter chegado a Júpiter em 1995, só no final de 1999 é que a sonda Galileo sobrevoou Io, devido à proximidade da lua a Júpiter. Assim a aproximação a Io foi guardada para mais tarde na missão. A Galileo aproximou-se mais do que qualquer sonda, tirou melhores fotografias, observou vulcões em erupção e permitiu a descoberta de que Io tem um grande núcleo de ferro, tal como os planetas telúricos do sistema solar interior.

## Geologia planetária

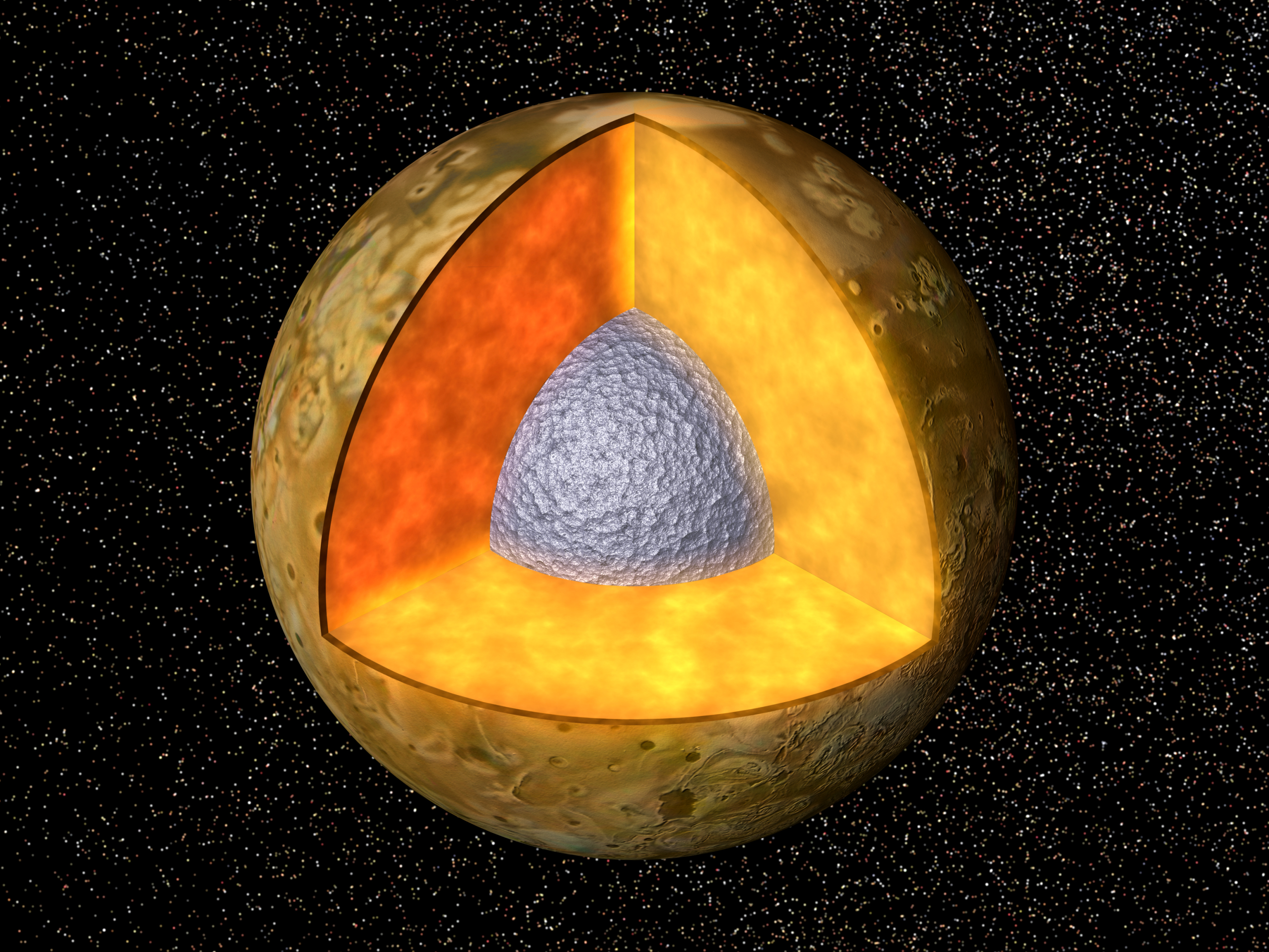
Possível estrutura interna de Io. O núcleo deverá ser metálico (ferro, níquel) mostrado a cinzento, envolto por uma concha rochosa (mostrada a castanho) que se estende até à superfície.

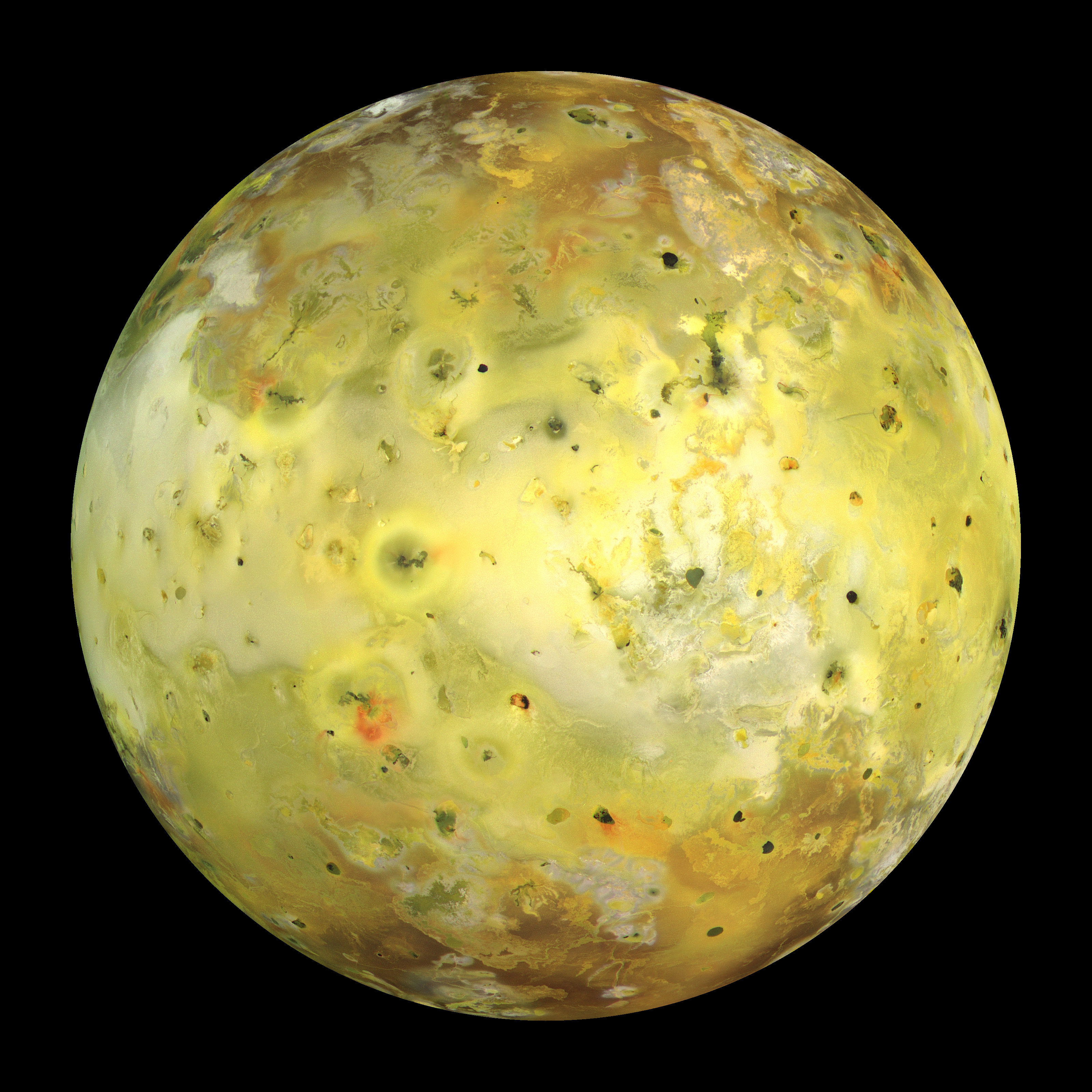
Imagem com cor aproximadamente verdadeira tirada pela sonda Galileo.

Io possui um diâmetro médio de 3642,6 km e tem uma densidade relativamente alta de cerca de 3,56 g/cm³. Assim, tem uma densidade e um diâmetro um pouco maiores que a Lua.
Diferentemente das luas do sistema solar exterior, Io apresenta grandes semelhanças com os planetas telúricos, como a Terra, onde as rochas de silicatos são predominantes. Os dados da sonda Galileo sugerem que Io tem um núcleo de 900 km de diâmetro constituído por ferro e, possivelmente, com porções de pirita.
Este pequeno mundo tem uma luminosidade considerável, proveniente de alguns lagos incandescentes devido às altas temperaturas, mas a maioria dessa luminosidade provém de descargas eléctricas entre Júpiter e Io.
Ao contrário das outras luas de Galileu, Io tem pouca ou nenhuma água. Isto acontece provavelmente porque, no início do sistema solar, Júpiter era quente o suficiente para afastar os elementos voláteis junto à sua superfície (o que inclui Io), mas não para fazer o mesmo com as outras luas.

### Topografia geral
A superfície ioniana está coberta por manchas brancas, vermelhas, cor-de-laranja, amarelas e negras, cores que têm origem na matéria sulfurosa (enxofre e dióxido de enxofre sólidos) a diferentes temperaturas libertada pela erupção azul dos seus vulcões. A região equatorial de Io é de tons laranja-escuro; os pólos são mais escuros e avermelhados.
Existem montanhas escarpadas de origem não vulcânica com vários quilómetros de altura, planaltos formados por materiais em camada, e muitas caldeiras com aspecto irregular. Várias das formações negras correspondem a pontos quentes e podem ser lava a fluir. Não existem muitas crateras de impacto, dado que os depósitos vulcânicos cobrem a superfície mais rapidamente que o número de grandes crateras causadas por asteróides e cometas.

### Atividade vulcânica extrema
Esta intensa actividade vulcânica eliminou da superfície qualquer rasto de gelo, como seria de esperar num satélite de Júpiter. Da mesma forma que os vulcões da Terra, os vulcões ionianos emitem enxofre e dióxido de enxofre. Originalmente, julgava-se que as correntes de lava eram constituídas por substâncias sulfurosas. Contudo, hoje se pensa que são silicatos rochosos derretidos, tal como acontece, também, na Terra. A Galileo detectou mais de 100 vulcões em erupção, e especula-se que deverão existir pelo menos 300.
A energia para esse vulcanismo deriva de efeitos de maré gerados pela interacção de Io, Júpiter, Europa e Ganímedes. As três luas encontram-se em ressonância orbital (ressonância de Laplace), de modo que Io orbita duas vezes por cada órbita de Europa que, por sua vez, orbita duas vezes por cada órbita de Ganímedes; além disso, Io mantém sempre a mesma face virada para Júpiter. A interacção gravitacional de Europa, Ganímedes e Júpiter, obriga o diâmetro de Io a sofrer constantes variações (cerca de 100 metros), num processo que gera calor através de fricção interna.
O maior complexo vulcânico é Ra Patera, que possui correntes de lava de 200 km de comprimento e uma caldeira de 50 km de diâmetro. Nas imagens da Voyager 1, o vulcão tinha um contorno em forma de coração, mas que se apresentava perfeitamente oval nas imagens da Voyager 2, o que revela a incrível variedade e variação das características da superfície.
A pluma de erupção do vulcão Pele, em erupção aquando a Voyager 2 alcançou esse indescritível mundo, subia cerca de 275 km, quatro meses depois da passagem da Voyager 1. Pele é, também, a formação mais característica dessa lua.
Loki é o centro vulcânico mais poderoso do sistema solar e estava activo aquando da passagem da Voyager 1, mostrando-se inactivo quando a Voyager 2 sobrevoou Io. Loki emite mais calor que todos os vulcões da Terra combinados. Prometeu é outro centro eruptivo significativo em Io. Muitos desses vulcões são cercados por «halos» circulares toscos, presumivelmente de matéria ejectada. São também visíveis correntes de lava nas imagens captadas.

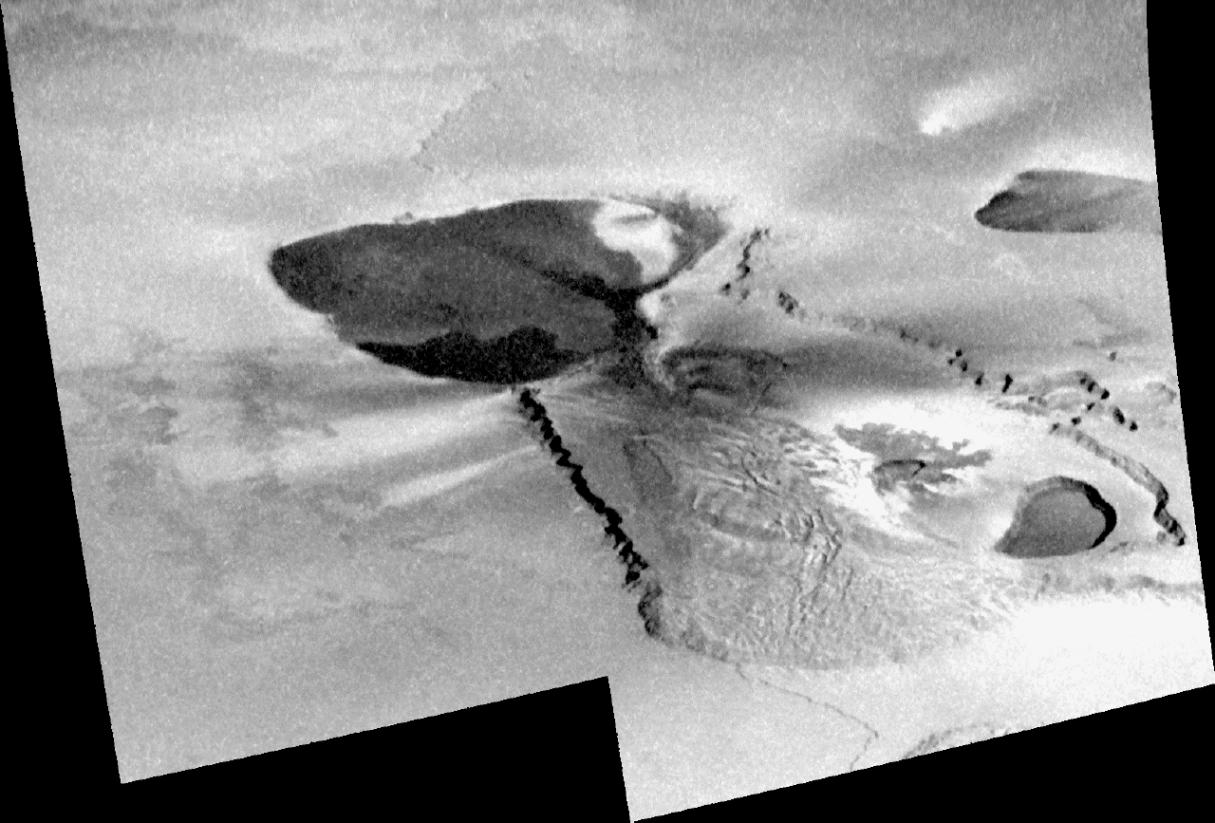
Tvashtar Catena é um conjunto de crateras vulcânicas, observada 10 meses depois de duas sondas terem observado uma erupção de uma pluma de erupção dantesca. As partes de depósitos escuros e claros que irradiam do centro da cratera vulcânica (ou patera), são remanescentes dessa mesma pluma.

A ausência de crateras, havendo registo de 13 estruturas de impacto e 78 prováveis, sugere que a superfície seja regenerada por depósitos vulcânicos a cada período de um milhão de anos. As matérias expelidas dos vulcões em actividade escorrem ao longo das vertentes das montanhas vulcânicas elevando-se em jactos imensos para voltarem a cair sobre a paisagem policromática, cobrindo desse modo antigas crateras abertas pelo impacto de meteoritos.
Algumas das plumas vulcânicas com material ejectado da superfície de Io foram expelidas até mais de 300 km da superfície antes de voltarem a cair de volta, a uma velocidade de cerca um quilómetro por segundo. Os gases expelidos são lançados a velocidades de 1500 a 3200 quilómetros por hora e as nuvens de cinza até 150 a 300 quilómetros de altura.
Tvashtar é uma cadeia de crateras vulcânicas que ficou conhecida depois de uma erupção de uma pluma vulcânica gigantesca. A pluma de erupção atingiu 385 km de altura e cobriu 700 km de terreno circundante. Tvashtar entrou em erupção de várias formas ao longo de quase dois anos: uma cortina de lava com 50 km na patera central; um gigantesco rio de lava ou uma erupção de um lago de lava na patera gigante da esquerda; e uma erupção de uma pluma gigante que se julgava que alteraria a topografia regional, mas que só fez alterações a nível local.
Em fevereiro de 2001, as maiores erupções vulcânicas já registadas no sistema solar tiveram lugar em Io.
De notar que os vulcões ionianos não produzem montanhas vulcânicas. A lava é bastante fluída e forma pequenos montes levemente inclinados chamados de vulcões-escudo.

### Lagos e fontes de lava
As caldeiras ionianas são circulares, profundas e tendem a ser maiores que as encontradas na Terra. Muitas destas caldeiras têm material escuro líquido no seu interior, indicando a presença de lava muito quente e recentemente expelida.
Acredita-se que a caldeira de Pele contém lava líquida coberta por uma crusta arrefecida de lava flutuante. Este lago de lava está confinado à zona escura da caldeira que cobre uma área de cerca de 15 por 19 quilómetros.
Loki possui uma caldeira enorme e continuamente inundada de lava. As altas temperaturas registadas na parte ocidental da caldeira levam a acreditar que Loki também seja um lago de lava activo com material derretido debaixo de uma crusta.
As pateras são centros vulcânicos semelhantes a caldeiras, mas diferentes dos que são encontrados na Terra ou no resto do Sistema Solar. Observações feitas pelas sondas indicam que estes centros vulcânicos podem ter origem em fracturas e movimentos da crusta. Chaac Patera é um desses centros e tem cerca de 2,8 km de profundidade, ou seja, o dobro do Grand Canyon nos Estados Unidos.
As fontes de lava são originadas a partir de material eruptivo ejectado a partir de uma fissura e encontram-se na região de Tvashtar. Esta fonte atira matéria derretida a 1,5 km de altura produzindo um espectáculo visual luminoso e escaldante já que pode atingir 1327 °C.
Em maio de 2011, novas análises de dados enviados pela sonda Galileu, permitiram aos cientistas da NASA descobrir a existência de um grande oceano de lava sob a superfície do satélite. Io produz mais lava anualmente que todos os vulcões da Terra juntos e a descoberta deste oceano submerso pode explicar o porque da intensa atividade vulcânica no satélite.

## Atmosfera e clima
A fina atmosfera de Io é composta por dióxido de enxofre (SO2) e vestígios de outros gases que congela uma vez a cada 42 horas, devido à sombra de Júpiter.  As sondas Pioneer demonstraram que Io possui uma atmosfera pouco espessa, com uma densidade de cerca 1/20 000 da Terra, apesar das grandes quantidades de gás ejectado pelos vários vulcões. A gravidade é tão baixa que a sua atmosfera se escapa, quase na sua totalidade, para o Espaço, tendo, ainda assim, 120 km de altura.
Estudos mostram que as regiões mais quentes, cobertas por fluxos de lava, alcançam temperaturas até 1727 °C; no entanto a temperatura média nesses locais é de cerca de 27 °C. Apesar disso, as temperaturas médias globais são muito mais frias, à volta dos -143 °C. À noite, a temperatura desce até aos -184 °C, de tal modo que o SO2 se deve condensar para formar uma espécie de geleia branca.
Para um mundo tão infernal, as temperaturas médias são muito baixas, isto deve-se à atmosfera ténue que não consegue reter o calor do sol e dos seus vulcões. Assim que os gases são expelidos dos vulcões estes imediatamente começam a congelar e condensar.
A ionosfera, a 700 km de altura, é constituída por iões de enxofre, oxigénio e sódio e é constantemente renovada pela actividade vulcânica, para que a perda de partículas seja compensada devido à influência da magnetosfera de Júpiter, logo equilibrando-a.
A nuvem de sódio que é formada é a mais facilmente visível, apesar da sua origem ser desconhecida, dado que não foi detectado sódio na superfície de Io.

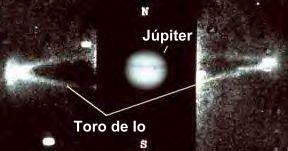
O Toro de Io é uma neblina em forma de Donut que circunda o planeta Júpiter

Outra fonte para a energia de Io deve-se à sua passagem pelas linhas do campo magnético de Júpiter, gerando uma corrente eléctrica. Apesar de não ser uma fonte significativa quando comparada com o aquecimento por efeito de marés, pode originar mais de 1000 gigawatts com um potencial de 400 quilovolts, retirando cerca de mil quilogramas por segundo de átomos ionizados da atmosfera de Io.
Devido à rápida rotação do campo magnético de Júpiter, essas partículas formam um toro de radiação intensa, à volta de Júpiter, que brilha intensivamente em luz ultravioleta. As partículas que escapam deste toro são parcialmente responsáveis pela invulgar e grande magnetosfera de Júpiter. Dados recentes da Galileo mostram que Io pode ter o seu próprio campo magnético.
A localização de Io em relação à Terra e a Júpiter tem influência significativa nas emissões de rádio jovianas vistas da Terra: Quando Io está visível, os sinais de rádio de Júpiter aumentam significativamente. Como foi detectada a presença de cloro, pensa-se que o cloreto de sódio (o sal de mesa) possa existir em Io e que este possa ter alguma influência no vulcanismo extremo observado nesta lua.
A origem do sal também não é conhecida, mas pensa-se possa ser o resultado de reacções químicas na atmosfera ou até existir em rios subterrâneos que alimentem os vulcões que por sua vez transportam esse sal dissolvido.

## Vida em Io
Io é muito diferente das outras três grandes luas de Júpiter, dado possuir vulcões e uma superfície rica em enxofre, dando-lhe um aspecto único e colorido.
Apesar de Io ter uma atmosfera, e possuir actividade vulcânica que pode aquecer a superfície, o ambiente em Io é extremamente hostil para albergar a vida tal qual a conhecemos na Terra. A gravidade é demasiadamente baixa, e a atmosfera escapa-se para o espaço. Esta só existe devido à actividade contínua dos seus vulcões. As temperaturas variam do extremamente quente para o extremamente frio devido à inexistência de uma atmosfera consistente.
No entanto, a sonda Galileo descobriu o que parece ser gelo hídrico entre as luas e a atmosfera de Júpiter, que poderiam aumentar a probabilidade de ser encontrada vida em Io, Europa, Calisto e Ganímedes já que a água líquida, energia e atmosfera são elementos que podem propiciar a existência de vida.

## Na cultura popular
Io aparece na edição 41 da Turma da Mônica Jovem "Cascão, o mestre do vulcão".